# 키라니 제임스
키라니 제임스(영어: Kirani James, 1992년 9월 1일 ~ )는 그레나다의 단거리 육상 선수로 200m와 400m에 전문적이었다. 그는 2012년 런던 올림픽에서 400m를 우승하여 그레나다에 최초의 금메달을 바침은 물론, 통치적 400m 세계 챔피언이었다.
어린 나이부터 놀라운 선수였던 제임스는 14~15세의 나이에 의하여 400m 최고 속력으로 달렸다. 그는 카리브해 자유 무역 협회 경기와 코먼웰스 게임 청소년 대회의 금메달 시리즈를 우승하였으며, 2007년 세계 청소년 대회와 2008년 세계 주니어 선수권에서 400m 은메달을 따면서 국제적으로 올랐다. 그는 2009년 세계 청소년 대회에서 200m/400m를 재패한 첫 선수가 되었고, 2010년 세계 주니어 선수권 챔피언이었다.
그는 앨라배마 대학교에서 육상 장학금을 얻었고 자신의 첫 2년 동안에 연속적인 NCAA 실외 선수권 타이틀을 우승하였다. 그는 44.80촐 실내 사상 세 번째로 빨랐으며, 취리히에서 열린 2011년 IAAF 다이아먼드 리그에서 개인 전력 44.36초로 달렸다.

## 경력

### 청소년 경력
세인트존구 구야브 출신이다. 14세의 나이로 제임스는 17세 이하의 2007년 카리브해 자유 무역 협회 경기 대회에서 47.86초의 기록을 세워 400m를 우승하였다. 그해에 열린 세계 청소년 육상 선수권 대회에 나가 14세의 나이에 가장 빨리 달린 기록 46.96초와 함께 은메달을 땄다.
2008년 4월에 그는 카리브해 자유 무역 협회 경기의 400m 타이틀을 유지하였고, 200m를 21.38초와 함께 우승하였다. 7월에 열린 세계 주니어 선수권에서 45.70초와 은메달을 획득하여 15세의 나이로 빠른 시간, 최고 국내 청소년 기록과 주니어 기록으로 남았다.
2009년 자신의 세 번째 카리브해 자유 무역 협회 경기 출연을 한 제임스는 20세 이하 경기에 데뷔하여 전직 400m 우승자이자, 조국의 동료 선수 론델 바솔로뮤를 꺾고 개인 전력 45.45초를 세워 우승하였다. 이 일을 선수권 신기록을 쉽게 세워 우사인 볼트의 6년 기록 46.35초를 깼다. 이 성과로 그는 오스틴 실리 상을 수상하였다.
제임스는 그해에 열린 세계 청소년 육상 선수권 대회에서 200m/400m를 재패한 첫 청소년 선수가 되었다. 다음의 2년 동안 주니어 선수가 아니게 될 그는 2012년 런던 올림픽 등을 미래의 목표로 삼았다. 이어서 그는 팬아메리칸 주니어 선수권에서 400m를 우승하여 올해의 그레나다 스포츠맨으로 선정되었다.

### 대학 선수 시절
베일러 대학교, 앨라배마 대학교, 사우스캐롤라이나 대학교, 플로리다 주립 대학교, 애리조나 주립 대학교를 포함한 미국의 10개 이하의 대학들이 자신들의 육상 팀에 제임스를 보강하는 데 강한 흥미를 보였다. 그는 앨라배마 대학교에서 장학금 마련을 받아들여 실내 경기에서 최초로 나와 400m를 45.79초로 달려 코리 러빙이 보유하던 10년 학교 기록 46.46초를 깼다.
제임스는 2010년 텍사스주 칼리지스테이션에서 열린 텍사스 A&M 도전 경기에서 200m의 실내 신기록 20.94초를 달렸다. NCAA 실내 선수권에서는 준우승을 하다가, 그해에 열린 카리브해 자유 무역 협회 경기에서 200m/400m를 재패하였으며, 400m에서 45.02초의 기록을 세웠다. 그해에 열린 세계 주니어 선수권에서 400m를 우승하였으나, 45.89초의 기록에 대하여 만족하지 않았다.
제임스는 2011년 2월에 열린 실내 경기 사상 3회 출연을 하여 44.80초의 기록과 함께 SEC 실내 선수권 대회를 우승하였다. 이 일은 마이클 존슨과 케론 클레멘트 만이 더 빠른 실내 선수들로 남게 되었고, 라숀 메릿의 이전 세계 주니어 기록 44.93초를 능가하였다.
그는 경기 도중에 다른 선수와 부딪혀 넘어지면서 NCAA 실내 대회에서 기단에 도달하는 데 실패하였다. 그는 대학 실외 우승자로서 되풀이할 수 있었으나 100분의 1초 차이로 길 로버츠의 선두를 헤쳤다. 대학 시즌이 끝난 후, 그는 그해에 가장 빠른 기록 개인 전령 44.61초와 달려 자신을 세계 최고 선수들 사이에 설립하였다.

### 프로 경력

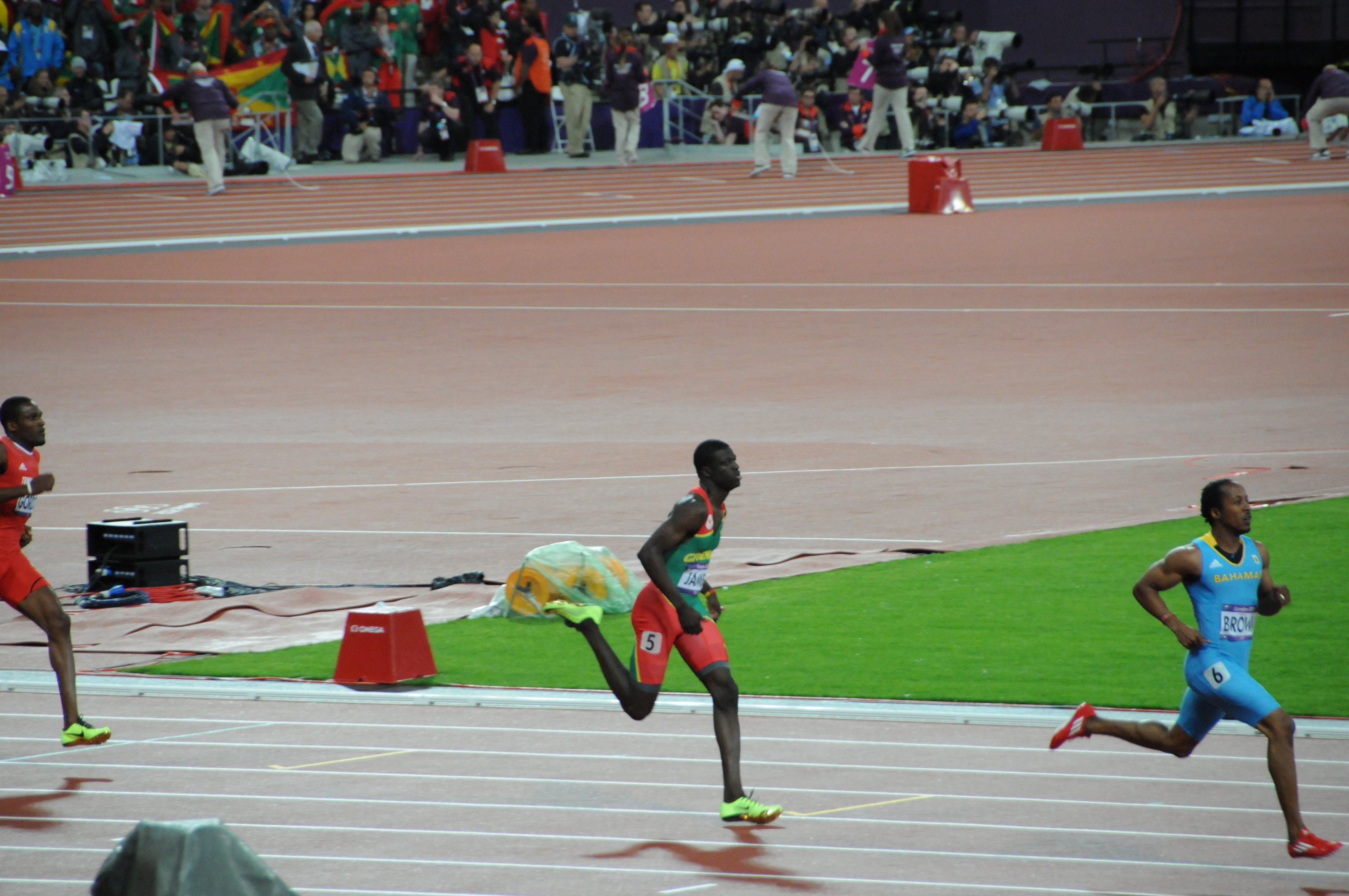
2012년 런던 올림픽 400m 결승전에서 (중앙)

2011년 대구에서 열린 세계 육상 선수권 대회에서 제임스와 동료 선수 론델 바솔로뮤는 400m 경기에 나갔다. 제임스는 개인 전력 44.60초와 우승하여, 18세의 나이로 최연소 400m 세계 챔피언이 되었다. 이 일은 세계 육상 선수권 대회에서 그레나다의 첫 메달이 되었다. 9일 후에 제임스는 취리히에서 열린 그랑프리 다이아먼드 리그에서 개인 신기록 44.36초와 함께 400m를 우승하였다.
런던 올림픽에서 제임스는 2차 준결승전을 44.59초로 우승하였다. 결승전에서 국내 기록 43.94초와 함께 400m 금메달을 획득하여 조국에 첫 올림픽 메달을 바쳤다. 그는 미국인이 아닌 선수로서 44초를 깬 첫 선수가 되었다.
2016년 리우데자네이루 올림픽에 돌아와 2연승을 노리던 그는 43.76초로 은메달에 그쳤다. 5년 후, 도쿄 올림픽에서는 44.19초와 함께 동메달을 획득하였다.